# Alyssum samium
Alyssum samium là một loài thực vật có hoa trong họ Cải. Loài này được Dudley & Christod. mô tả khoa học đầu tiên năm 1988 publ. 1989.